# Mistrovství světa v rychlostní kanoistice – kajak ženy
Toto je seznam medailistek v kajaku z mistrovství světa ICF v rychlostní kanoistice.

## K1 500 metrů
Neuskutečněno: 1948. Obnoveno: 1950. 1938 na 600 m.
| Rok / Místo           | Zlato                      | Stříbro                         | Bronz                           |
| --------------------- | -------------------------- | ------------------------------- | ------------------------------- |
| 1938 Vaxholm          | Maggie Kalka (FIN)         | Maj-Britt Berqvist (SWE)        | Bodil Thirstedt (DEN)           |
| 1950 Kodaň            | Sylvi Saimo (FIN)          | Karen Hoffová (DEN)             | Fritzi Schwingl (AUT)           |
| 1954 Mâcon            | Therese Zenzová (GER)      | Fritzi Schwingl (AUT)           | Tove Nielsen (DEN)              |
| 1958 Praha            | Jelizaveta Kislovová (URS) | Antonina Seredina (URS)         | Therese Zenzová (GER)           |
| 1963 Jajce            | Marija Šubinová (URS)      | Lyudmila Chvedosyuk (URS)       | Hanneliese Spitz (AUT)          |
| 1966 Východní Berlín  | Ljudmila Pinajevová (URS)  | Roswitha Esser (GER)            | Anita Kobuss (GDR)              |
| 1970 Kodaň            | Ljudmila Pinajevová (URS)  | Mieke Jaapiesová (NED)          | Petra Setzkorn (GDR)            |
| 1971 Bělehrad         | Ljudmila Pinajevová (URS)  | Mieke Jaapiesová (NED)          | Petra Setzkorn (GDR)            |
| 1973 Tampere          | Nina Gopova (URS)          | Petra Borzym (GDR)              | Victoria Dumitru (ROU)          |
| 1974 Mexico City      | Anke Ohde (GDR)            | Nina Gopova (URS)               | Maria Cosma (ROU)               |
| 1975 Bělehrad         | Anke Ohde (GDR)            | Galina Kreft (URS)              | Maria Mihareanu (ROU)           |
| 1977 Sofia            | Gudrun Klaus-Dittmar (GDR) | Maria Cosma (ROU)               | Tatyana Korzhunova (URS)        |
| 1978 Bělehrad         | Roswitha Eberl (GDR)       | Olga Makarova (URS)             | Maria Cosma (ROU)               |
| 1979 Duisburg         | Roswitha Eberl (GDR)       | Galina Alekseyeva (URS)         | Klára Rajnai (HUN)              |
| 1981 Nottingham       | Birgit Fischerová (GDR)    | Éva Rakusz (HUN)                | Agneta Anderssonová (SWE)       |
| 1982 Bělehrad         | Birgit Fischerová (GDR)    | Agneta Anderssonová (SWE)       | Éva Rakusz (HUN)                |
| 1983 Tampere          | Birgit Fischerová (GDR)    | Vania Gesheva (BUL)             | Maria Ştefan (ROU)              |
| 1985 Mechelen         | Birgit Fischerová (GDR)    | Nelliy Yefremova (URS)          | Agneta Anderssonová (SWE)       |
| 1986 Montreal         | Vania Gesheva (BUL)        | Kathrin Giese (GDR)             | Yvonne Knudsen (DEN)            |
| 1987 Duisburg         | Birgit Fischerová (GDR)    | Izabela Dylewska (POL)          | Agneta Anderssonová (SWE)       |
| 1989 Plovdiv          | Katrin Borchert (GDR)      | Izabela Dylewska (POL)          | Josefa Idemová (FRG)            |
| 1990 Poznań           | Josefa Idemová (ITA)       | Yvonne Knudsen (DEN)            | Katrin Borchert (GER)           |
| 1991 Paříž            | Katrin Borchert (GER)      | Rita Kőbán (HUN)                | Josefa Idemová (ITA)            |
| 1993 Kodaň            | Birgit Schmidt (GER)       | Anna Olsson (SWE)               | Caroline Brunet (CAN)           |
| 1994 Mexico City      | Birgit Schmidt (GER)       | Rita Kőbán (HUN)                | Josefa Idemová (ITA)            |
| 1995 Duisburg         | Rita Kőbán (HUN)           | Caroline Brunet (CAN)           | Suzanne Gunnarsson (SWE)        |
| 1997 Dartmouth        | Caroline Brunet (CAN)      | Josefa Idemová (ITA)            | Ursula Profanter (AUT)          |
| 1998 Szeged           | Caroline Brunet (CAN)      | Katrin Borchert (AUS)           | Josefa Idemová (ITA)            |
| 1999 Milan            | Caroline Brunet (CAN)      | Josefa Idemová (ITA)            | Rita Kőbán (HUN)                |
| 2001 Poznań           | Josefa Idemová (ITA)       | Katrin Borchert (AUS)           | Katalin Kovács (HUN)            |
| 2002 Seville          | Katalin Kovács (HUN)       | Caroline Brunet (CAN)           | Josefa Idemová (ITA)            |
| 2003 Gainesville      | Katalin Kovács (HUN)       | Caroline Brunet (CAN)           | Aneta Pastuszka (POL)           |
| 2005 Záhřeb           | Nicole Reinhardt (GER)     | Karen Furneaux (CAN)            | Erzsébet Viski (HUN)            |
| 2006 Szeged           | Dalma Benedek (HUN)        | Josefa Idemová (ITA)            | Zhong Hongyan (CHN)             |
| 2007 Duisburg         | Katalin Kovács (HUN)       | Anne Rikala (FIN)               | Katrin Wagner-Augustinová (GER) |
| 2009 Dartmouth        | Katalin Kovács (HUN)       | Katrin Wagner-Augustinová (GER) | Josefa Idemová (ITA)            |
| 2010 Poznań           | Inna Osypenková (UKR)      | Nataša Janić (HUN)              | Rachel Cawthorn (GBR)           |
| 2011 Szeged           | Nicole Reinhardt (GER)     | Danuta Kozáková (HUN)           | Inna Osypenková-Radomská (UKR)  |
| 2013 Duisburg         | Danuta Kozáková (HUN)      | Katrin Wagner-Augustinová (GER) | Lisa Carringtonová (NZL)        |
| 2014 Moskva           | Danuta Kozáková (HUN)      | Lisa Carringtonová (NZL)        | Bridgitte Hartley (RSA)         |
| 2015 Milan            | Lisa Carringtonová (NZL)   | Anna Kárász (HUN)               | Zhou Yu (CHN)                   |
| 2017 Račice           | Volha Khudzenka (BLR)      | Lisa Carringtonová (NZL)        | Emma Jørgensenová (DEN)         |
| 2018 Montemor-o-Velho | Danuta Kozáková (HUN)      | Lisa Carringtonová (NZL)        | Volha Khudzenka (BLR)           |
| 2019 Szeged           | Lisa Carringtonová (NZL)   | Volha Khudzenka (BLR)           | Danuta Kozáková (HUN)           |
| 2021 Kodaň            | Aimee Fisherová (NZL)      | Tamara Csipesová (HUN)          | Emma Jørgensenová (DEN)         |
| 2022 Dartmouth        | Lisa Carringtonová (NZL)   | Anamaria Govorčinović (CRO)     | Jule Hakeová (GER)              |
| 2023 Duisburg         | Lisa Carringtonová (NZL)   | Emma Jørgensenová (DEN)         | Tamara Csipes (HUN)             |

## K2 500 metrů
1938 na 600 m.
| Rok / Místo           | Zlato                                                     | Stříbro                                                | Bronz                                            |
| --------------------- | --------------------------------------------------------- | ------------------------------------------------------ | ------------------------------------------------ |
| 1938 Vaxholm          | Marta Pavlisová Marie Zvolánková Československo           | Josefa Lehmenkühler Elisabeth Kropp Nacistické Německo | Ruth Lange Bodil Thirstedt Dánsko                |
| 1948 London           | Karen Hoffová Bodil Svendsen Dánsko                       | Marta Kohoutová Růžena Košťálová Československo        | Fritzi Schwingl Gertrude Liebhardt Rakousko      |
| 1950 Kodaň            | Sylvi Saimo Greta Grönholm Finsko                         | Trude Liebhardt Fritzi Schwingl Rakousko               | Ingrid Wallgren Lisa Lundberg Švédsko            |
| 1954 Mâcon            | Hilda Pinter Klára Fried-Bánfalvi Maďarsko                | Valeria Lieszkowszky Vilma Egresi Maďarsko             | Lisa Schwarz Gisela Amail Západní Německo        |
| 1958 Praha            | Nina Grusinzheva Mariya Zhubina Sovětský svaz             | Antonina Seredina Yelisaveta Kislova Sovětský svaz     | Therese Zenzová Ingrid Hartmann Západní Německo  |
| 1963 Jajce            | Roswitha Esser Annemarie Zimmermann Západní Německo       | Mariya Zhubina Lyumila Chevdosyuk Sovětský svaz        | Valentina Bizak Lyubov Sinchina Sovětský svaz    |
| 1966 Východní Berlín  | Anita Nüssner-Kobuss Helga Mühlberg-Ulze Východní Německo | Mariya Zhubina Antonia Seredina Sovětský svaz          | Katalin Benkő Anna Pfeffer Maďarsko              |
| 1970 Kodaň            | Renate Breuer Roswitha Esser Západní Německo              | Lyudmila Besrukova Tamara Zhimanskaya Sovětský svaz    | Petra Setzkorn Petra Grabowski Východní Německo  |
| 1971 Bělehrad         | Anna Pfeffer Katalin Hollosy Maďarsko                     | Petra Setzkorn Petra Grabowski Východní Německo        | Tamara Popova Yekaterina Kurizhko Sovětský svaz  |
| 1973 Tampere          | Ilse Kaschube Petra Borzym Východní Německo               | Lyudmila Pinayeva Nina Gopova Sovětský svaz            | Anna Pfeffer Ilona Tözser Maďarsko               |
| 1974 Mexico City      | Bärbel Köster Anke Ohde Východní Německo                  | Victoria Dumitru Maria Nichiforov Rumunsko             | Ilona Tözser Mária Zakariás Maďarsko             |
| 1975 Bělehrad         | Bärbel Köster Carola Zirzow Východní Německo              | Galina Kreft Yekaterina Nagimaya Sovětský svaz         | Maria Kazanecka Katarzyna Kulczak Polsko         |
| 1977 Sofia            | Marion Rösiger Martina Fischer Východní Německo           | Agafia Orlov Nastasia Nichitov Rumunsko                | Vania Gescheva Diana Christova Bulharsko         |
| 1978 Bělehrad         | Marion Rösiger Martina Fischer Východní Německo           | Natalya Kalashinkova Nina Doroh Sovětský svaz          | Agafia Orlov Nastasia Nichitov Rumunsko          |
| 1979 Duisburg         | Natalya Kalashinkova Nina Doroh Sovětský svaz             | Marion Rösiger Martina Bischof Východní Německo        | Agafia Orlov Nastasia Nichitov Rumunsko          |
| 1981 Nottingham       | Birgit Fischerová Carsta Kühn Východní Německo            | Agneta Anderssonová Susanne Wiberg Švédsko             | Agafia Buhaev Maria Ştefan Rumunsko              |
| 1982 Bělehrad         | Birgit Fischerová Bettina Streussel Východní Německo      | Katalin Povázsán Erika Géczi Maďarsko                  | Karin Olsson Agneta Anderssonová Švédsko         |
| 1983 Tampere          | Birgit Fischerová Carsta Kühn Východní Německo            | Katalin Povázsán Erika Géczi Maďarsko                  | Agneta Anderssonová Susanne Wiberg Švédsko       |
| 1985 Mechelen         | Birgit Fischerová Carsta Kühn Východní Německo            | Éva Rakusz Rita Kőbán Maďarsko                         | Annemiek Derckx Annemarie Cox Nizozemsko         |
| 1986 Montreal         | Katalin Povázsán Erika Mészáros Maďarsko                  | Nelli Korbukova Tatyana Zhistova Sovětský svaz         | Vania Gesheva Diana Paliski Bulharsko            |
| 1987 Duisburg         | Birgit Schmidt Anke Nothnagel Východní Německo            | Annemiek Derckx Annemarie Cox Nizozemsko               | Ogniana Petkova Ivanka Mueriva Bulharsko         |
| 1989 Plovdiv          | Anke Nothnagel Heike Singer Východní Německo              | Éva Dónusz Erika Mészáros Maďarsko                     | Irina Salomykova Galina Savenko Sovětský svaz    |
| 1990 Poznań           | Ramona Portwich Anke von Seck Východní Německo            | Éva Dónusz Erika Mészáros Maďarsko                     | Katrin Borchert Monika Bunke Západní Německo     |
| 1991 Paříž            | Ramona Portwich Anke von Seck Německo                     | Éva Dónusz Erika Mészáros Maďarsko                     | Agneta Anderssonová Anna Olsson Švédsko          |
| 1993 Kodaň            | Agneta Anderssonová Anna Olsson Švédsko                   | Kinga Czigány Szilvia Mednyánszky Maďarsko             | Ramona Portwich Anett Schuck Německo             |
| 1994 Mexico City      | Elżbieta Urbańczyk Barbara Hajcel Polsko                  | Kinga Czigány Szilvia Mednyánszky Maďarsko             | Birgit Schmidt Daniela Gleue Německo             |
| 1995 Duisburg         | Ramona Portwich Anett Schuck Německo                      | Izabela Dylewska Elżbieta Urbańczyk Polsko             | Susanne Rosenqvist Susanne Gunnarsson Švédsko    |
| 1997 Dartmouth        | Birgit Fischerová Anett Schuck Německo                    | Anna Wood Katrin Borchert Austrálie                    | Beatriz Manchón Izaskun Aramburu Španělsko       |
| 1998 Szeged           | Anna Wood Katrin Borchert Austrálie                       | Birgit Fischerová Anett Schuck Německo                 | Kinga Dékány Rita Kőbán Maďarsko                 |
| 1999 Milan            | Beata Sokołowska Aneta Pastuszka Polsko                   | Caroline Brunet Karen Furneaux Kanada                  | Katalin Kovács Szilvia Szabó Maďarsko            |
| 2001 Poznań           | Szilvia Szabó Kinga Bóta Maďarsko                         | Beata Sokołowska Aneta Pastuszka Polsko                | Sonia Molanes Beatriz Manchón Španělsko          |
| 2002 Seville          | Szilvia Szabó Kinga Bóta Maďarsko                         | Katrin Wagner Manuela Mucke Německo                    | Sonia Molanes Beatriz Manchón Španělsko          |
| 2003 Gainesville      | Szilvia Szabó Kinga Bóta Maďarsko                         | Bonka Pindzeva Delyana Dacheva Bulharsko               | Beata Sokołowska-Kulesza Joanna Skowroń Polsko   |
| 2005 Záhřeb           | Katalin Kovács Nataša Janić Maďarsko                      | Petra Schlitzer Viktoria Schwarz Rakousko              | Anne-Laure Viard Marie Delattre Francie          |
| 2006 Szeged           | Katalin Kovács Nataša Janić Maďarsko                      | Jana Blahová Michaela Mrůzková Česko                   | Fanny Fischer Gesine Ruge Německo                |
| 2007 Duisburg         | Fanny Fischer Nicole Reinhardt Německo                    | Tímea Paksy Dalma Benedek Maďarsko                     | Anne-Laure Viard Marie Delattre Francie          |
| 2009 Dartmouth        | Danuta Kozáková Gabriella Szabó Maďarsko                  | Fanny Fischer Nicole Reinhardt Německo                 | Josefin Nordlöw Sofia Paldanius Švédsko          |
| 2010 Poznań           | Danuta Kozáková Gabriella Szabó Maďarsko                  | Juliana Salakhova Anastasia Sergeeva Rusko             | Yvonne Schuring Viktoria Schwarz Rakousko        |
| 2011 Szeged           | Yvonne Schuring Viktoria Schwarz Rakousko                 | Franziska Weber Tina Dietze Německo                    | Beata Mikołajczyk Aneta Konieczna Polsko         |
| 2013 Duisburg         | Franziska Weber Tina Dietze Německo                       | Katalin Kovács Nataša Janić Maďarsko                   | Karolina Naja Beata Mikołajczyk Polsko           |
| 2014 Moskva           | Gabriella Szabó Tamara Csipes Maďarsko                    | Nikolina Moldovan Olivera Moldovan Srbsko              | Karolina Naja Beata Mikołajczyk Polsko           |
| 2015 Milan            | Gabriella Szabó Danuta Kozáková Maďarsko                  | Milica Starović Dalma Ružičić-Benedek Srbsko           | Franziska Weber Tina Dietze Německo              |
| 2017 Račice           | Caitlin Ryan Lisa Carringtonová Nový Zéland               | Tina Dietze Franziska Weber Německo                    | Špela Ponomarenko Janić Anja Ostermann Slovinsko |
| 2018 Montemor-o-Velho | Anna Kárász Danuta Kozáková Maďarsko                      | Caitlin Ryan Lisa Carringtonová Nový Zéland            | Jasmin Fritz Steffi Kriegerstein Německo         |
| 2019 Szeged           | Maryna Litvinchuk Volha Khudzenka Bělorusko               | Karolina Naja Anna Puławska Polsko                     | Špela Ponomarenko Janić Anja Ostermann Slovinsko |
| 2021 Kodaň            | Danuta Kozáková Tamara Csipesová Maďarsko                 | Volha Khudzenka Maryna Litvinchuk Bělorusko            | Hermien Petersová Lize Broekxová Belgie          |
| 2022 Dartmouth        | Karolina Naja Anna Puławska Polsko                        | Paulina Paszek Jule Hake Německo                       | Hermien Peters Lize Broekx Belgie                |
| 2023 Duisburg         | Emma Jørgensenová Frederikke Matthiesen Dánsko            | Martyna Klatt Helena Wiśniewska Polsko                 | Paulina Paszek Jule Hake Německo                 |

## K4 500 metrů
| Rok / Místo           | Zlato                                                                                   | Stříbro                                                                                 | Bronz                                                                                         |
| --------------------- | --------------------------------------------------------------------------------------- | --------------------------------------------------------------------------------------- | --------------------------------------------------------------------------------------------- |
| 1963 Jajce            | Valentina Bizak Lyudmila Pinayeva Mariya Zhubina Antonina Seredina Sovětský svaz        | Roswitha Esser Erika Felten Ingrid Hartmann Annemarie Zimmermann Západní Německo        | Marion Knobba Anita Nüssner-Kobuss Charlotte Seidelmann Helga Mühilberg-Ulze Východní Německo |
| 1966 Východní Berlín  | Mariya Zhubina Antonina Seredina Lyudmila Pinayeva Nadezhda Levchenko Sovětský svaz     | Sigrud Kummer Roswitha Esser Irene Rozema Renate Breuer Západní Německo                 | Käthe Pohland Karin Haftenberger Anita Nüssner-Kobuss Helga Mühilberg-Ulze Východní Německo   |
| 1970 Kodaň            | Lyudmila Besrukova Tamara Zhimanskaya Natalya Boyko Nineli Vaklua Sovětský svaz         | Petra Setzkorn Petra Grabowski Ingeborg Loesch Anita Nüssner-Kobuss Východní Německo    | Roswitha Esser Irene Pepinghege Roswitha Spohr Monika Bergmann Západní Německo                |
| 1971 Bělehrad         | Yekaterina Kurizhko Natalya Boyko Yuliya Ryabtzhinskaya Lyudmila Pinayeva Sovětský svaz | Renate Breuer Roswitha Esser Irene Pepinghege Heiderose Wallbaum Západní Německo        | Petra Setzkorn Marion Grupe Bettina Müller Petra Grabowski Východní Německo                   |
| 1973 Tampere          | Lyudmila Pinayeva Nina Gopova Larissa Kabakova Tamara Popova Sovětský svaz              | Anna Pfeffer Ilona Töszer Erzsabet Horvárth Mária Zakariás Maďarsko                     | Victoria Dumitru Maria Nichiforov Maria Cosma Maria Ivanov Rumunsko                           |
| 1974 Mexico City      | Ilse Kaschube Bärbel Köster Anke Ohde Carola Zirzow Východní Německo                    | Nina Gopova Larissa Kabakova Tatyana Korzhunova Galina Kreft Sovětský svaz              | Victoria Dumitru Maria Nichiforov Maria Cosma Agafia Orlov Rumunsko                           |
| 1975 Bělehrad         | Bärbel Köster Anke Ohde Bettina Müller Carola Zirzow Východní Německo                   | Larissa Besnitzkaya Galina Kreft Yekaterina Nagimaya Nadezhda Trachimenok Sovětský svaz | Ilona Töszer Mária Zakariás Klára Rajnai Ágnes Pozsonyi Maďarsko                              |
| 1977 Sofia            | Maria Mintscheva Rosa Bohanova Velitscha Mintscheva Natascha Janakieva Bulharsko        | Marion Rösiger Martina Fischer Sabine Pochert Gudrun Klaus-Dittmar Východní Německo     | Taisiya Laptyeva Galina Zhikareva Tatyana Korzhunova Nina Doroh Sovětský svaz                 |
| 1978 Bělehrad         | Marion Rösiger Roswitha Eberl Carsta Genäuß Birgit Fischerová Východní Německo          | Vanja Gescheva Maria Mintscheva Natascha Janakieva Iliana Nikolova Bulharsko            | Agafia Orlov Natasia Nichitov Maria Nicolae Buri Rumunsko                                     |
| 1979 Duisburg         | Marion Rösiger Martina Bischof Birgit Fischerová Roswitha Eberl Východní Německo        | Galina Alekseyeva Nadezhda Trachimenok Tatyana Korzhunova Larissa Nadviga Sovětský svaz | Agafia Orlov Natasia Nichitov Maria Nicolae Adriana Tarasov Rumunsko                          |
| 1981 Nottingham       | Birgit Fischerová Carsta Kühn Kathrin Giese Roswitha Eberl Východní Německo             | Natalya Filonich Larissa Nadviga Inna Zhipulina Lyubov Orechova Sovětský svaz           | Karin Olsson Agneta Anderssonová Susanne Wiberg Eva Karlsson Švédsko                          |
| 1982 Bělehrad         | Birgit Fischerová Bettina Streussel Roswitha Eberl Kathrin Giese Východní Německo       | Inna Zhipulina Nelli Yefremova Jekatěrina Golubeva Saba Komkova Sovětský svaz           | Agnes Dragos Erika Géczi Katalin Povázsán Éva Rakusz Maďarsko                                 |
| 1983 Tampere          | Birgit Fischerová Carsta Kühn Ramona Walther Kathrin Giese Východní Německo             | Inna Zhipulina Nelli Yefremova Natalya Kalashnikova Galina Alekseyeva Sovětský svaz     | Tecia Borzanea Agafia Burhaev Natasia Ionescu Maria Ştefan Rumunsko                           |
| 1985 Mechelen         | Birgit Fischerová Carsta Kühn Heike Singer Kathrin Giese Východní Německo               | Yelena Dudina Nelli Yefremova Irina Salomykova Guinara Zharafutdinova Sovětský svaz     | Katalin Gyulai Erika Géczi Éva Rakusz Rita Kőbán Maďarsko                                     |
| 1986 Montreal         | Erika Géczi Erika Mészáros Rita Kőbán Éva Rakusz Maďarsko                               | Nelli Korbukova Anzhela Nadtochayeva Tatyana Zhistova Olga Slapina Sovětský svaz        | Tecia Borcanea Luminata Munteanu Marina Ciiucur Anna Larie Rumunsko                           |
| 1987 Duisburg         | Birgit Schmidt Anke Nothnagel Ramona Portwich Ines Rudolph Východní Německo             | Erika Géczi Rita Kőbán Katalin Povázsán Éva Rakusz Maďarsko                             | Irina Salomykova Olga Slapnia Guinara Zharafutdinova Engole Nareviciute Sovětský svaz         |
| 1989 Plovdiv          | Katrin Borchert Monika Bunke Heike Singer Anke Nothnagel Východní Německo               | Katalin Gyulai Henriette Huber Rita Kőbán Erika Mészáros Maďarsko                       | Aleksandra Apanovich Nadezhda Kovalevich Irina Salomykova Galina Savenko Sovětský svaz        |
| 1990 Poznań           | Silke Bull Ramona Portwich Heike Rabenow Anke von Seck Východní Německo                 | Éva Dónusz Henriette Huber Rita Kőbán Erika Mészáros Maďarsko                           | Marcella Bednar Katrin Borchert Monika Bunke Catrin Fischer Západní Německo                   |
| 1991 Paříž            | Katrin Borchert Monika Bunke Ramona Portwich Anke von Seck Německo                      | Éva Dónusz Katalin Gyulay Rita Kőbán Erika Mészáros Maďarsko                            | Liu Qinglan Ning Menghua Wang Jing Wen Yanfang Čína                                           |
| 1993 Kodaň            | Birgit Schmidt Ramona Portwich Anett Schuck Daniela Gleue Německo                       | Agneta Anderssonová Anna Olsson Maria Haglund Susanne Rosenqvist Švédsko                | Kinga Czigány Éva Dónusz Rita Kőbán Erika Mészáros Maďarsko                                   |
| 1994 Mexico City      | Birgit Schmidt Ramona Portwich Anett Schuck Daniela Gleue Německo                       | Éva Dónusz Kinga Czigány Rita Kőbán Szilvia Mednyánszky Maďarsko                        | Anna Olsson Susanne Rosenqvist Maria Haglund Ignela Ericsson Švédsko                          |
| 1995 Duisburg         | Manuela Mucke Ramona Portwich Birgit Schmidt Anett Schuck Německo                       | Xian Bangdi Bei Gaobei Ying Dong Qin Zhang Čína                                         | Éva Dónusz Kinga Czigány Rita Kőbán Szilvia Mednyánszky Maďarsko                              |
| 1997 Dartmouth        | Birgit Fischerová Anett Schuck Katrin Kieseler Katrin Wagner Německo                    | Kinga Dékány Szilvia Szabó Andrea Barocsi Katalin Kovács Maďarsko                       | Beatriz Manchón Belen Sánchez Ana María Penas Izaskum Aramburu Španělsko                      |
| 1998 Szeged           | Birgit Fischerová Anett Schuck Manuela Mucke Marcela Bednar Německo                     | Kinga Dékány Szilvia Szabó Andrea Barocsi Katalin Kovács Maďarsko                       | Beatriz Manchón Izaskum Aramburu Ana María Penas Belen Sánchez Španělsko                      |
| 1999 Milan            | Katalin Kovács Erzsébet Viski Szilvia Szabó Rita Kőbán Maďarsko                         | Birgit Fischerová Anett Schuck Manuela Mucke Katrin Wagner Německo                      | Beata Sokołowska Aneta Pastuszka Aneta Michalak Joanna Skowroń Polsko                         |
| 2001 Poznań           | Katalin Kovács Szilvia Szabó Kinga Bóta Erzsébet Viski Maďarsko                         | Manuela Mucke Katrin Wagner Anett Schuck Nadine Opgen-Rhein Německo                     | Maria Garcia Belen Sánchez Maria Teresa Portela Ana María Penas Španělsko                     |
| 2002 Seville          | Katalin Kovács Szilvia Szabó Kinga Bóta Erzsébet Viski Maďarsko                         | Katrin Wagner Anett Schuck Manuela Mucke Maike Nollen Německo                           | Maria Teresa Portela Sonia Molanes Beatriz Manchón Maria Garcia Španělsko                     |
| 2003 Gainesville      | Katalin Kovács Szilvia Szabó Erzsébet Viski Kinga Bóta Maďarsko                         | Karolina Sadalska Małgorzata Czajczyńska Aneta Białkowska Joanna Skowroń Polsko         | Maria Garcia Beatriz Manchón Jana Smidakova Maria Teresa Portela Španělsko                    |
| 2005 Záhřeb           | Carolin Leonhardt Conny Waßmuth Katrin Wagner-Augustinová Judith Hörmann Německo        | Aneta Białkowska Aneta Konieczna Joanna Skowroń Iwona Pyzalska Polsko                   | Tímea Paksy Dalma Benedek Szilvia Szabó Kinga Bóta Maďarsko                                   |
| 2006 Szeged           | Krisztina Fazekas Tímea Paksy Nataša Janić Katalin Kovács Maďarsko                      | Carolin Leonhardt Conny Waßmuth Katrin Wagner-Augustinová Judith Hörmann Německo        | Marianna Clobnau Lidia Talpă Florica Vulpeş Alina Platon Rumunsko                             |
| 2007 Duisburg         | Carolin Leonhardt Conny Waßmuth Katrin Wagner-Augustinová Maren Knebel Německo          | Tímea Paksy Katalin Kovács Krisztina Fazekas Dalma Benedek Maďarsko                     | Monika Borowicz Aneta Konieczna Małgorzata Chojnacka Ewelina Wojnaroska Polsko                |
| 2009 Dartmouth        | Dalma Benedek Danuta Kozáková Nataša Janić Katalin Kovács Maďarsko                      | Tina Dietze Carolin Leonhardt Katrin Wagner-Augustinová Nicole Reinhardt Německo        | Beatriz Manchón Teresa Portela Jana Smidakova Sonia Molanes Španělsko                         |
| 2010 Poznań           | Nataša Janić Tamara Csipes Katalin Kovács Dalma Benedek Maďarsko                        | Fanny Fischer Nicole Reinhardt Katrin Wagner-Augustinová Tina Dietze Německo            | Karolina Naja Aneta Konieczna Sandra Pawelczak Magdalena Krukowska Polsko                     |
| 2011 Szeged           | Gabriella Szabó Danuta Kozáková Katalin Kovács Dalma Benedek Maďarsko                   | Carolin Leonhardt Silke Hörmann Franziska Weber Tina Dietze Německo                     | Iryna Pamialova Nadzeya Papok Volha Khudzenka Maryna Paltaran Bělorusko                       |
| 2013 Duisburg         | Gabriella Szabó Danuta Kozáková Krisztina Fazekas Zur Ninetta Vad Maďarsko              | Franziska Weber Tina Dietze Katrin Wagner-Augustinová Verena Hantl Německo              | Marharyta Tsishkevich Nadzeya Papok Volha Khudzenka Maryna Litvinchuk Bělorusko               |
| 2014 Moskva           | Anna Kárász Danuta Kozáková Gabriella Szabó Ninetta Vad Maďarsko                        | Edyta Dzieniszewska Beata Mikołajczyk Karolina Naja Marta Walczykiewicz Polsko          | Volha Khudzenka Nadzeya Papok Maryna Pautaran Marharyta Tsishkevich Bělorusko                 |
| 2015 Milan            | Marharyta Tsishkevich Nadzeya Liapeshka Volha Khudzenka Maryna Litvinchuk Bělorusko     | Gabriella Szabó Danuta Kozáková Krisztina Fazekas Zur Anna Kárász Maďarsko              | Franziska Weber Conny Waßmuth Verena Hantl Tina Dietze Německo                                |
| 2017 Račice           | Tamara Takács Erika Medveczky Krisztina Fazekas-Zur Ninetta Vad Maďarsko                | Tina Dietze Franziska Weber Steffi Kriegerstein Sabrina Hering Německo                  | Aimee Fisher Caitlin Ryan Kayla Imrie Lisa Carringtonová Nový Zéland                          |
| 2018 Montemor-o-Velho | Anna Kárász Erika Medveczky Danuta Kozáková Dóra Bodonyi Maďarsko                       | Lisa Carringtonová Aimee Fisher Kayla Imrie Caitlin Ryan Nový Zéland                    | Karolina Naja Helena Wisniewska Anna Puławska Katarzyna Kolodziejczyk Polsko                  |
| 2019 Szeged           | Dóra Bodonyi Erika Medveczky Tamara Csipes Alida Dóra Gazsó Maďarsko                    | Maryna Litvinchuk Volha Khudzenka Nadzeya Liapeshka Marharyta Makhneva Bělorusko        | Karolina Naja Anna Puławska Katarzyna Kołodziejczyk Helena Wiśniewska Polsko                  |
| 2021 Kodaň            | Marharyta Makhneva Nadzeya Liapeshka Volha Khudzenka Maryna Litvinchuk Bělorusko        | Danuta Kozáková Tamara Csipes Anna Kárász Alida Dóra Gazsó Maďarsko                     | Svetlana Chernigovskaya Elena Aniushina Kira Stepanova Anastasia Panchenko (RCF)              |
| 2022 Dartmouth        | Karolina Naja Anna Puławska Adrianna Kąkol Dominika Putto Polsko                        | Ella Beere Alyssa Bull Alexandra Clarke Yale Steinepreis Austrálie                      | Karina Alanís Isabel Romero Beatriz Briones Maricela Montemayor Mexiko                        |
| 2023 Duisburg         | Lisa Carringtonová Alicia Hoskin Olivia Brett Tara Vaughan Nový Zéland                  | Karolina Naja Anna Puławska Adrianna Kąkol Dominika Putto Polsko                        | Sara Ouzande Estefania Fernándezová Carolina García Otero Teresa Portela Španělsko            |

## K1 5000 metrů
Ukončeno: 1993. Obnoveno: 2010.
| Rok / Místo           | Zlato                        | Stříbro                   | Bronz                   |
| --------------------- | ---------------------------- | ------------------------- | ----------------------- |
| 1989 Plovdiv          | Katrin Borchert (GDR)        | Izabela Dylewska (POL)    | Josefa Idemová (FRG)    |
| 1990 Poznań           | Katrin Borchert (FRG)        | Josefa Idemová (ITA)      | Irina Salomykova (URS)  |
| 1991 Paříž            | Josefa Idemová (ITA)         | Anna Wood (AUS)           | Katrin Borchert (GER)   |
| 1993 Kodaň            | Susanne Gunnarsson (SWE)     | Rita Kőbán (HUN)          | Birgit Schmidt (GER)    |
| 2010 Poznań           | Vivien Folláth (HUN)         | Maryna Paltaran (BLR)     | Anne Rikala (FIN)       |
| 2011 Szeged           | Tamara Csipes (HUN)          | Lani Belcher (GBR)        | Maryna Paltaran (BLR)   |
| 2013 Duisburg         | Teneale Hatton (NZL)         | Renáta Csay (HUN)         | Anne Rikala (FIN)       |
| 2014 Moskva           | Louisa Sawers (GBR)          | Maryna Pautaran (BLR)     | Renáta Csay (HUN)       |
| 2015 Milan            | Maryna Litvinchuk (BLR)      | Lani Belcher (GBR)        | Emilie Fournel (CAN)    |
| 2017 Račice           | Dóra Bodonyi (HUN)           | Tabea Medert (GER)        | Lani Belcher (GBR)      |
| 2018 Montemor-o-Velho | Lizzie Broughton (GBR)       | Maryna Litvinchuk (BLR)   | Jennifer Egan (IRL)     |
| 2019 Szeged           | Dóra Bodonyi (HUN)           | Tabea Medert (GER)        | Maryna Litvinchuk (BLR) |
| 2021 Kodaň            | Emese Kőhalmi (HUN)          | Jennifer Egan (IRL)       | Lizzie Broughton (GBR)  |
| 2022 Dartmouth        | Emese Kőhalmi (HUN)          | Jule Hake (GER)           | Jennifer Egan (IRL)     |
| 2023 Duisburg         | Estefanía Fernándezová (ESP) | Madeline Schmidtová (CAN) | Melina Andersson (SWE)  |

## K2 5000 metrů (ukončeno)
| Rok / Místo  | Zlato                                         | Stříbro                                   | Bronz                                                  |
| ------------ | --------------------------------------------- | ----------------------------------------- | ------------------------------------------------------ |
| 1989 Plovdiv | Monika Bunke Ramona Portwich Východní Německo | Marina Bituleanu Lumineta Hertea Rumunsko | Aleksandra Apanovich Nadezhda Kovalevich Sovětský svaz |
| 1990 Poznań  | Ramona Portwich Anett Schuck Východní Německo | Éva Dónusz Erika Mészáros Maďarsko        | Katarin Koniovskala Nelly Korbukova Sovětský svaz      |
| 1991 Paříž   | Ramona Portwich Anett Schuck Německo          | Maria Haglund Susanne Rosenquist Švédsko  | Bernadette Bregeon Sabine Gotschy Francie              |
| 1993 Kodaň   | Ramona Portwich Anett Schuck Německo          | Éva Dónusz Erika Mészáros Maďarsko        | Carmen Simion Sanda Toma Rumunsko                      |

## K1 200 metrů
| Rok / Místo           | Zlato                      | Stříbro                    | Bronz                                               |
| --------------------- | -------------------------- | -------------------------- | --------------------------------------------------- |
| 1994 Mexico City      | Rita Kőbán (HUN)           | Anna Olsson (SWE)          | Caroline Brunet (CAN)                               |
| 1995 Duisburg         | Rita Kőbán (HUN)           | Caroline Brunet (CAN)      | Anna Olsson (SWE)                                   |
| 1997 Dartmouth        | Caroline Brunet (CAN)      | Josefa Idemová (ITA)       | Jacqui Mengler (AUS)                                |
| 1998 Szeged           | Caroline Brunet (CAN)      | Josefa Idemová (ITA)       | Éva Dónusz (HUN)                                    |
| 1999 Milan            | Caroline Brunet (CAN)      | Josefa Idemová (ITA)       | Rita Kőbán (HUN)                                    |
| 2001 Poznań           | Karen Furneaux (CAN)       | Elżbieta Urbańczyk (POL)   | Szilvia Szabó (HUN)                                 |
| 2002 Seville          | Maria Teresa Portela (ESP) | Caroline Brunet (CAN)      | Elżbieta Urbańczyk (POL)                            |
| 2003 Gainesville      | Caroline Brunet (CAN)      | Maria Teresa Portela (ESP) | Tímea Paksy (HUN)                                   |
| 2005 Záhřeb           | Maria Teresa Portela (ESP) | Szilvia Szabó (HUN)        | Karen Furneaux (CAN)                                |
| 2006 Szeged           | Tímea Paksy (HUN)          | Spela Ponomarenko (SLO)    | Karen Furneaux (CAN)                                |
| 2007 Duisburg         | Nataša Janić (HUN)         | Anne Rikala (FIN)          | Spela Ponomarenko (SLO)                             |
| 2009 Dartmouth        | Nataša Janić (HUN)         | Marta Walczykiewicz (POL)  | Anne Laure Viard (FRA)                              |
| 2010 Poznań           | Nataša Janić (HUN)         | Inna Osypenko (UKR)        | Shinobu Kitamoto (JPN)                              |
| 2011 Szeged           | Lisa Carringtonová (NZL)   | Marta Walczykiewicz (POL)  | Inna Osypenková-Radomská (UKR)                      |
| 2013 Duisburg         | Lisa Carringtonová (NZL)   | Marta Walczykiewicz (POL)  | Špela Ponomarenko Janić (SLO)                       |
| 2014 Moskva           | Lisa Carringtonová (NZL)   | Marta Walczykiewicz (POL)  | Nikolina Moldovan (SRB)                             |
| 2015 Milan            | Lisa Carringtonová (NZL)   | Marta Walczykiewicz (POL)  | Teresa Portela (ESP)                                |
| 2017 Račice           | Lisa Carringtonová (NZL)   | Emma Jørgensenová (DEN)    | Špela Ponomarenko Janić (SVN) Milica Starović (SRB) |
| 2018 Montemor-o-Velho | Lisa Carringtonová (NZL)   | Emma Jørgensenová (DEN)    | Linnea Stensils (SWE)                               |
| 2019 Szeged           | Lisa Carringtonová (NZL)   | Marta Walczykiewicz (POL)  | Emma Jørgensenová (DEN) Teresa Portela (ESP)        |
| 2021 Kodaň            | Emma Jørgensenová (DEN)    | Anna Luczová (HUN)         | Natalia Podolskaya (RCF)                            |
| 2022 Dartmouth        | Lisa Carringtonová (NZL)   | Anja Ostermanová (SLO)     | Anna Luczová (HUN)                                  |
| 2023 Duisburg         | Lisa Carringtonová (NZL)   | Yale Steinepreis (AUS)     | Dominika Putto (POL)                                |

## K2 200 metrů
| Rok / Místo           | Zlato                                             | Stříbro                                         | Bronz                                               |
| --------------------- | ------------------------------------------------- | ----------------------------------------------- | --------------------------------------------------- |
| 1994 Mexico City      | Rita Kőbán Eva Laky Maďarsko                      | Birgit Schmidt Daniela Gleue Německo            | Barbara Hajcel Elżbieta Urbańczyk Polsko            |
| 1995 Duisburg         | Corinna Kennedy Marie-Josée Gilbeau Kanada        | Susanne Rosenqvist Susanne Gunnarsson Švédsko   | Larissa Kosorukova Tatyana Tischenko Rusko          |
| 1997 Dartmouth        | Birgit Fischerová Anett Schuck Německo            | Izabela Dylewska Elżbieta Urbańczyk Polsko      | Natalya Gouilly Yelena Tissina Rusko                |
| 1998 Szeged           | Marie-Josée Gilbeau-Ouimet Karen Furneaux Kanada  | Kinga Dékány Rita Kőbán Maďarsko                | Beatriz Manchón Izaskun Aramburu Španělsko          |
| 1999 Milan            | Izaskun Aramburu Beatriz Manchón Španělsko        | Beata Sokołowska Aneta Pastuszka Polsko         | Rita Kőbán Eva Laky Maďarsko                        |
| 2001 Poznań           | Izaskun Aramburu Sonia Molanes Španělsko          | Beata Sokołowska Aneta Pastuszka Polsko         | Kinga Dékány Erzsébet Viski Maďarsko                |
| 2002 Seville          | Sonia Molanes Beatriz Manchón Španělsko           | Aneta Pastuszka Joanna Skowroń Polsko           | Bonka Pindzeva Delyana Dacheva Bulharsko            |
| 2003 Gainesville      | Tímea Paksy Melinda Patyi Maďarsko                | Maria Teresa Portela Beatriz Manchón Španělsko  | Aneta Pastuszka Beata Sokołowska-Kulesza Polsko     |
| 2005 Záhřeb           | Katalin Kovács Nataša Janić Maďarsko              | Maria Teresa Portela Jana Smidakova Španělsko   | Birgit Fischerová Fanny Fischer Německo             |
| 2006 Szeged           | Katalin Kovács Nataša Janić Maďarsko              | Katrin Wagner-Augustinová Fanny Fischer Německo | Jenni Honkanen Anne Rikala Finsko                   |
| 2007 Duisburg         | Fanny Fischer Nicole Reinhardt Německo            | Ivana Kmeťová Martina Kohlová Slovensko         | Marta Walczykiewicz Dorota Kuczkowska Polsko        |
| 2009 Dartmouth        | Katalin Kovács Nataša Janić Maďarsko              | Fanny Fischer Nicole Reinhardt Německo          | Ivana Kmeťová Martina Kohlová Slovensko             |
| 2010 Poznań           | Katalin Kovács Nataša Janić Maďarsko              | Marta Walczykiewicz Ewelina Wojnarowska Polsko  | Ivana Kmeťová Martina Kohlová Slovensko             |
| 2011 Szeged           | Katalin Kovács Danuta Kozáková Maďarsko           | Franziska Weber Tina Dietze Německo             | Beata Mikołajczyk Aneta Konieczna Polsko            |
| 2013 Duisburg         | Franziska Weber Tina Dietze Německo               | Karolina Naja Beata Mikołajczyk Polsko          | Nikolina Moldovan Olivera Moldovan Srbsko           |
| 2014 Moskva           | Anna Kárász Ninetta Vad Maďarsko                  | Franziska Weber Tina Dietze Německo             | Marharyta Tsishkevich Maryna Litvinchuk Bělorusko   |
| 2015 Milan            | Marharyta Tsishkevich Maryna Litvinchuk Bělorusko | Luca Homonnai Nataša Janić Maďarsko             | Sabrina Hering Steffi Kriegerstein Německo          |
| 2017 Račice           | Réka Hagymási Ágnes Szabó Maďarsko                | Susanna Cicali Francesca Genzo Itálie           | Angela Hannah Hannah Brown Spojené království       |
| 2018 Montemor-o-Velho | Franziska Weber Tina Dietze Německo               | Kayla Imrie Aimee Fisher Nový Zéland            | Mariia Kichasova-Skoryk Anastasiya Horlova Ukrajina |
| 2019 Szeged           | Maryna Litvinchuk Volha Khudzenka Bělorusko       | Špela Ponomarenko Janić Anja Osterman Slovinsko | Blanka Kiss Anna Lucz Maďarsko                      |
| 2021 Kodaň            | Kristina Kovnir Anastasiia Dolgova RCF            | Blanka Kiss Anna Lucz Maďarsko                  | Dominika Putto Katarzyna Kołodziejczyk Polsko       |
| 2022 Dartmouth        | Blanka Kiss Anna Lucz Maďarsko                    | Sara Ouzande Teresa Portela Španělsko           | Andréanne Langlois Toshka Hrebacka Kanada           |
| 2023 Duisburg         | Martyna Klatt Helena Wiśniewska Polsko            | Paulina Paszek Jule Hake Německo                | Blanka Kiss Anna Lucz Maďarsko                      |

## K4 200 metrů (ukončeno)
| Rok / Místo      | Zlato                                                                               | Stříbro                                                                              | Bronz                                                                            |
| ---------------- | ----------------------------------------------------------------------------------- | ------------------------------------------------------------------------------------ | -------------------------------------------------------------------------------- |
| 1994 Mexico City | Éva Dónusz Szilvia Mednyánszky Eva Laky Rita Kőbán Maďarsko                         | Birgit Schmidt Anett Schuck Ramona Portwich Daniela Gleue Německo                    | Caroline Brunet Klari MacAskill Alison Herst Corrina Kennedy Kanada              |
| 1995 Duisburg    | Caroline Brunet Alison Herst Corrina Kennedy Marie-Josée Gilbeau Kanada             | Manuela Mucke Ramona Portwich Birgit Schmidt Anett Schuck Německo                    | Ingela Eriksson Maria Haglund Anna Olsson Susanne Rosenquist Švédsko             |
| 1997 Dartmouth   | Birgit Fischerová Anett Schuck Manuela Mucke Katrin Wagner Německo                  | Karen Fumeaux Corrina Kennedy Rice Danica Marie-Josée Gilbeau Kanada                 | Anna Karlsson Ingela Eriksson Maria Haglund Susanne Rosenquist Švédsko           |
| 1998 Szeged      | Kinga Dékány Erzsébet Viski Rita Kőbán Katalin Kovács Maďarsko                      | Anna Karlsson Susanne Gunnarsson Ingela Eriksson Maria Haglund Švédsko               | Natalya Gouily Yelena Tissina Larissa Peisakhovich Tatyana Tichtchenko Rusko     |
| 1999 Milan       | Katalin Kovács Erzsébet Viski Szilvia Szabó Rita Kőbán Maďarsko                     | Natalya Gouily Olga Tichtchenko Tatyana Tichtchenko Galina Poyvayeva Rusko           | Beata Sokołowska Aneta Pastuszka Agata Piszcz Aneta Michalak Polsko              |
| 2001 Poznań      | Kinga Dékány Krisztina Fazekas Erzsébet Viski Katalin Kovács Maďarsko               | Maria Teresa Portela Maria Garcia Belen Sánchez Ana Mariá Penas Španělsko            | Karolina Sadalska Aneta Pastuszka Dorota Kuczkowska Joanna Skowroń Polsko        |
| 2002 Seville     | Nataša Janić Szilvia Szabó Erzsébet Viski Tímea Paksy Maďarsko                      | Maria Teresa Portela Sonia Molanes Beatriz Manchón Maria Garcia Španělsko            | Katrin Wagner Anett Schuck Manuela Mucke Maike Nollen Německo                    |
| 2003 Gainesville | Katalin Kovács Szilvia Szabó Erzsébet Viski Kinga Bóta Maďarsko                     | Maria Garcia Suarez Beatriz Manchón Jana Smidakova Maria Teresa Portela Španělsko    | Karolina Sadalska Aneta Pastuszka Beata Sokołowska-Kulesza Joanna Skowroń Polsko |
| 2005 Záhřeb      | Carolin Leonhardt Nicole Reinhardt Judith Hörmann Katrin Wagner-Augustinová Německo | Iwona Pyzalska Małgorzata Czajczyńska Joanna Skowroń Beata Sokołowska-Kulesza Polsko | Isabel Garcia Ana Varela Jana Smidakova Maria Teresa Portela Španělsko           |
| 2006 Szeged      | Tímea Paksy Melinda Patyi Nataša Janić Katalin Kovács Maďarsko                      | Judith Hörmann Nicole Reinhardt Carolin Leonhardt Conny Waßmuth Německo              | Josefin Nordlöw Sofia Paldanius Karin Johansson Anna Karlsson Švédsko            |
| 2007 Duisburg    | Carolin Leonhardt Conny Waßmuth Katrin Wagner-Augustinová Maren Knebel Německo      | Tímea Paksy Katalin Kovács Krisztina Fazekas Melinda Patyi Maďarsko                  | Miljana Knežević Antonija Panda Renata Kubik Marta Tibor Srbsko                  |
| 2009 Dartmouth   | Tina Dietze Carolin Leonhardt Katrin Wagner-Augustinová Conny Waßmuth Německo       | Krisztina Fazekas Nataša Janić Katalin Kovács Tímea Paksy Maďarsko                   | Beatriz Gomes Helena Rodrigues Teresa Portela Joana Sousa Portugalsko            |

## K1 1000 metrů
| Rok / Místo           | Zlato                           | Stříbro                         | Bronz                       |
| --------------------- | ------------------------------- | ------------------------------- | --------------------------- |
| 1997 Dartmouth        | Caroline Brunet (CAN)           | Josefa Idemová (ITA)            | Ursula Profanter (AUT)      |
| 1998 Szeged           | Josefa Idemová (ITA)            | Caroline Brunet (CAN)           | Katrin Borchert (AUS)       |
| 1999 Milan            | Caroline Brunet (CAN)           | Josefa Idemová (ITA)            | Katalin Kovács (HUN)        |
| 2001 Poznań           | Josefa Idemová (ITA)            | Katrin Wagner (GER)             | Katrin Borchert (AUS)       |
| 2002 Seville          | Katalin Kovács (HUN)            | Katrin Wagner (GER)             | Josefa Idemová (ITA)        |
| 2003 Gainesville      | Katalin Kovács (HUN)            | Katrin Wagner (GER)             | Lior Karmi (ISR)            |
| 2005 Záhřeb           | Katrin Wagner-Augustinová (GER) | Dalma Benedek (HUN)             | Karen Furneaux (CAN)        |
| 2006 Szeged           | Dalma Benedek (HUN)             | Katrin Wagner-Augustinová (GER) | Michaela Mrůzková (CZE)     |
| 2007 Duisburg         | Katalin Kovács (HUN)            | Friedericke Leue (GER)          | Sofia Paldanius (SWE)       |
| 2009 Dartmouth        | Katalin Kovács (HUN)            | Franziska Weber (GER)           | Bridgette Hartley (RSA)     |
| 2010 Poznań           | Franziska Weber (GER)           | Katalin Kovács (HUN)            | Sofia Paldanius (SWE)       |
| 2011 Szeged           | Tamara Csipes (HUN)             | Krisztina Fazekas Zur (USA)     | Naomi Flood (AUS) (AUS)     |
| 2013 Duisburg         | Erika Medveczky (HUN)           | Verena Hantl (GER)              | Edyta Dzieniszewska (POL)   |
| 2014 Moskva           | Teneale Hatton (NZL)            | Tamara Csipes (HUN)             | Dalma Ružičić-Benedek (SRB) |
| 2015 Milan            | Erika Medveczky (HUN)           | Kristina Bedeč (SRB)            | Margaret Hogan (USA)        |
| 2017 Račice           | Alyce Burnett (AUS)             | Karin Johansson (SWE)           | Rachel Cawthorn (GBR)       |
| 2018 Montemor-o-Velho | Dóra Bodonyi (HUN)              | Lizzie Broughton (GBR)          | Bridgitte Hartley (RSA)     |
| 2019 Szeged           | Tamara Csipes (HUN)             | Justyna Iskrzycka (POL)         | Lizzie Broughton (GBR)      |
| 2021 Kodaň            | Alida Dóra Gazsó (HUN)          | Lizzie Broughton (GBR)          | Pernille Knudsen (DEN)      |
| 2022 Dartmouth        | Alyssa Bull (AUS)               | Lizzie Eszter Rendessy (HUN)    | Anamaria Govorčinović (CRO) |
| 2023 Duisburg         | Alyssa Bull (AUS)               | Justyna Iskrzycka (POL)         | Eszter Rendessy (HUN)       |

## K2 1000 metrů (ukončeno)
| Rok / Místo           | Zlato                                           | Stříbro                                         | Bronz                                               |
| --------------------- | ----------------------------------------------- | ----------------------------------------------- | --------------------------------------------------- |
| 1997 Dartmouth        | Birgit Fischerová Marcela Bednar Německo        | Anna Wood Katrin Borchert Austrálie             | Izabela Dylewska Swiatowiak Urbanczyk Polsko        |
| 1998 Szeged           | Anna Wood Katrin Borchert Austrálie             | Birgit Fischerová Ute Plessmann Německo         | Anna Karlsson Susanne Gunnarsson Švédsko            |
| 1999 Milan            | Anna Wood Katrin Borchert Austrálie             | Manuela Mucke Katrin Wagner Německo             | Kinga Bóta Andrea Barosci Maďarsko                  |
| 2001 Poznań           | Manuela Mucke Nadine Opgen-Rhein Německo        | Katrin Borchert Katrin Kieseler Austrálie       | Beatriz Manchón Sonia Molanes Španělsko             |
| 2002 Seville          | Szilvia Szabó Kinga Bóta Maďarsko               | Nadine Opgen-Rhein Manuela Mucke Německo        | Adi Gafni Larissa Pessakhovitch Izrael              |
| 2003 Gainesville      | Tímea Paksy Dalma Benedek Maďarsko              | Nadine Opgen-Rhein Manuela Mucke Německo        | Caroline Brunet Mylanie Barre Kanada                |
| 2005 Záhřeb           | Katalin Kovács Nataša Janić Maďarsko            | Maike Nollen Nadine Opgen-Rhein Německo         | Aneta Białkowska Joanna Skowroń Polsko              |
| 2006 Szeged           | Katalin Kovács Nataša Janić Maďarsko            | Zhu Minyuan Yang Yali Čína                      | Ganna Pushkova-Areshka Natalya Bondarenko Bělorusko |
| 2007 Duisburg         | Gesine Ruge Judith Hörmann Německo              | Ewelina Wojnarowska Małgorzata Chojnacka Polsko | Danuta Kozáková Gabriella Szabó Maďarsko            |
| 2009 Dartmouth        | Beata Mikołajczyk Małgorzata Chojnacka Polsko   | Tina Dietze Carolin Leonhardt Německo           | Dalma Benedek Erika Medveczky Maďarsko              |
| 2010 Poznań           | Gabriella Szabó Tamara Csipes Maďarsko          | Carolin Leonhardt Silke Hörmann Německo         | Juliana Salakhova Anastasia Sergeeva Rusko          |
| 2011 Szeged           | Anne Knorr Debora Niche Německo                 | Berenike Faldum Daniela Nedeva Bulharsko        | Alíz Sarudi Erika Medveczky Maďarsko                |
| 2013 Duisburg         | Gabriella Szabó Krisztina Fazekas Zur Maďarsko  | Carolin Leonhardt Conny Waßmuth Německo         | Irina Lauric Bianca Plesca Rumunsko                 |
| 2014 Moskva           | Henriette Engel Hansen Emma Jørgensenová Dánsko | Aleksandra Grishina Sofiya Yurchanka Bělorusko  | Erika Medveczky Alíz Sarudi Maďarsko                |
| 2015 Milan            | Sabrina Hering Steffi Kriegerstein Německo      | Sofiya Yurchanka Aleksandra Grishina Bělorusko  | Alaiz Sarudi Dóra Bodonyi Maďarsko                  |
| 2017 Račice           | Erika Medveczky Ramóna Farkasdi Maďarsko        | Tabea Medert Melanie Gebhardt Německo           | Paulina Paszek Justyna Iskrzycka Polsko             |
| 2018 Montemor-o-Velho | Tamara Csipes Erika Medveczky Maďarsko          | Paulina Paszek Justyna Iskrzycka Polsko         | Sarah Brüßler Melanie Gebhardt Německo              |
| 2019 Szeged           | Erika Medveczky Réka Hagymási Maďarsko          | Tabea Medert Sarah Brüßler Německo              | Karina Alanís Maricela Montemayor Mexiko            |

## K4 1000 metrů (ukončeno)
| Rok / Místo      | Zlato                                                                     | Stříbro                                                                    | Bronz                                                                       |
| ---------------- | ------------------------------------------------------------------------- | -------------------------------------------------------------------------- | --------------------------------------------------------------------------- |
| 2001 Poznań      | Kinga Dékány Szilvia Szabó Erzsébet Viski Kinga Bóta Maďarsko             | Karolina Sadalska Aneta Białkowska Dorota Kuczkowska Joanna Skowroń Polsko | Hanna Balabanova Nataliya Feklisova Inna Osypenko Tetyana Semykina Ukrajina |
| 2002 Seville     | Aneta Pastuszka Joanna Skowroń Karolina Sadalska Aneta Białkowska Polsko  | Zhong Hongyan Fan Lina Gao Li Xu Linbei Čína                               | Tímea Paksy Katalin Moni Alexandra Xeresztesi Erzsébet Viski Maďarsko       |
| 2003 Gainesville | Eszter Rasztótsky Kinga Dékány Krisztina Fazekas Nataša Janić Maďarsko    | Olena Cherevatova Tatyana Semikina Mariya Ralcheva Inna Osipenko Ukrajina  | Paula Harvey Chantal Meek Amanda Rankin Katrin Kieseler Austrálie           |
| 2005 Záhřeb      | Tímea Paksy Szilvia Szabó Erzsébet Viski Kinga Bóta Maďarsko              | Florica Vulpeş Mariana Ciobanu Lidia Talpă Alina Platon Rumunsko           | Birgit Fischerová Marin Knebel Judith Hörmann Carolin Leonhardt Německo     |
| 2006 Szeged      | Nataša Janić Alexandra Keresztesi Katalin Kovács Tímea Paksy Maďarsko     | Carolin Leonhardt Miriam Frenken Tanja Schuck Silke Hörmann Německo        | Yu Lamei Wang Feng Zhang Jinmei He Jing Čína                                |
| 2007 Duisburg    | Tímea Paksy Krisztina Fazekas Alexandra Keresztesi Dalma Benedek Maďarsko | Wang Feng Yu Lamei Yang Yali He Jing Čína                                  | Gesine Ruge Friedericke Leue Marina Schuck Judith Hörmann Německo           |

## K1 4 x 200 metrů štafeta (ukončeno)
| Rok / Místo    | Zlato                                                                            | Stříbro                                                                          | Bronz                                                                            |
| -------------- | -------------------------------------------------------------------------------- | -------------------------------------------------------------------------------- | -------------------------------------------------------------------------------- |
| 2009 Dartmouth | Fanny Fischer Nicole Reinhardt Katrin Wagner-Augustinová Conny Waßmuth Německo   | Zomilla Hegyi Krisztina Fazekas Nataša Janić Tímea Paksy Maďarsko                | Kia Byers Emilie Fournel Genevieve Orton Karen Furneaux Kanada                   |
| 2010 Poznań    | Nicole Reinhardt Conny Waßmuth Tina Dietze Katrin Wagner-Augustinová Německo     | Nataša Janić Zomilla Hegyi Ninetta Vad Tímea Paksy Maďarsko                      | Natalia Lobova Anastasia Sergeeva Natalia Proskurina Anastasia Panchenko Rusko   |
| 2011 Szeged    | Nicole Reinhardt Conny Waßmuth Tina Dietze Carolin Leonhardt Německo             | Natalia Lobova Anastasia Sergeeva Natalia Proskurina Svetlana Kudinova Rusko     | Marta Walczykiewicz Karolina Naja Aneta Konieczna Ewelina Wojnarowska Polsko     |
| 2013 Duisburg  | Nataša Janić Ninetta Vad Krisztina Fazekas Zur Danuta Kozáková Maďarsko          | Karolina Naja Edyta Dzieniszewska Ewelina Wojnarowska Marta Walczykiewicz Polsko | Natalia Podolskaya Elena Polyakova Natalia Lobova Natalia Proskurina Rusko       |
| 2014 Moskva    | Edyta Dzieniszewska Karolina Naja Marta Walczykiewicz Ewelina Wojnarowska Polsko | Natalia Lobova Anastasia Panchenko Natalia Podolskaya Elena Terekhova Rusko      | Maryna Pautaran Volha Khudzenka Marharyta Tsishkevich Sofiya Yurchanka Bělorusko |

## K2 mix 200 m
| Rok / Místo | Zlato                              | Stříbro                                     | Bronz                                        |
| ----------- | ---------------------------------- | ------------------------------------------- | -------------------------------------------- |
| 2021 Kodaň  | Anna Lucz Kolos Csizmadia Maďarsko | Messias Baptista Francisca Laia Portugalsko | Marta Walczykiewicz Bartosz Grabowski Polsko |

## K2 mix 500 m
| Rok / Místo    | Zlato                                 | Stříbro                                     | Bronz                                |
| -------------- | ------------------------------------- | ------------------------------------------- | ------------------------------------ |
| 2022 Dartmouth | Alyssa Bull Jackson Collins Austrálie | Teresa Portela Fernando Pimenta Portugalsko | Tobias Schultz Caroline Arft Německo |
| 2023 Duisburg  | Lena Röhlings Jacob Schopf Německo    | Alyssa Bull Jackson Collins Austrálie       | Bárbara Pardo Íñigo Peña Španělsko   |